# علي عبد الرحمن
علي عبد الرحمن يوسف وشهرته الدكتور علي عبد الرحمن هو الرئيس الأسبق لـ جامعة القاهرة  ، ومحافظ الجيزة الأسبق  ، أستاذ هندسة الإنشاءات في جامعة القاهرة، ورئيس جمعية المهندسين المصريين الأسبق.

## مولده ونشأته
وُلد علي عبد الرحمن يوسف في عام 1948 بمدينة الزقازيق في محافظة الشرقية بـمصر.

## التعليم
حصل علي عبد الرحمن على بكالوريوس الهندسة المدنية بكلية الهندسة جامعة القاهرة عام 1968 ؛ حيث عُين معيداً بقسم الهندسة الإنشائية بذات الكلية عام 1968، وفي عام 1971 أوفد في بعثة دراسية إلى كندا حيث حصل على الماجستير في الهندسة الإنشائية من جامعة ماكجيل (بالانجليزية : McGill University ) ، وحصل على درجة الدكتوراه عام 1974 في الهندسة الإنشائية من جامعة نيو برونزويك (بالانجليزية : University of New Brunswick ) الكندية.

## التدرج الأكاديمي
عقب عودة علي عبد الرحمن إلى القاهرة عُين مدرساً بقسم الهندسة الإنشائية بكلية الهندسة جامعة القاهرة عام 1976 ، وتدرج في وظائف التدريس بالكلية فعُين أستاذاً مساعداً عام 1981، فأستاذاً للمنشآت الخرسانية بالقسم عام 1986.

## الخبرات الوظيفية
شغل علي عبد الرحمن عدة مناصب ووظائف منها:
- عميد كلية الهندسة في جامعة القاهرة (عام 2001 - عام 2004).[7]
- وكيل لكلية الهندسة لشئون التعليم والطلاب (عام 1995 - عام 2001).[8]
- رئيس اللجنة الدائمة للكود المصري لتصميم المنشآت الخرسانية.
- رئيس مجلس إدارة مدارس الحرية للغات بالجيزة (مدارس تابعة للمعاهد القومية التعليمية سابقاً).

### عضوية اللجان
- انضم علي عبد الرحمن لعضوية: لجان الكود المصري للأحمال على المباني، اللجنة القومية المشكَّلة بقرار رئيس مجلس الوزراء لانهيارات المباني، الفريق المصمم لمقر الجامعة الأمريكية الجديد بالتجمع الخامس ، الفريق المصمم لكباري وأنفاق طريق صلاح سالم - العروبة - المطار، مشروع تطوير شرق القاهرة ، فريق المراجعة لتصميمات محطة مبارك للرفع بتوشكى ، مجلس إدارة البنك العقاري المصري العربي سابقاً.

## الإنجازات العملية
صمم علي عبد الرحمن وأشرف على تنفيذ منشآت عامة وخاصة منها:
فندق شيراتون الجزيرة، فندق أوبروي المدينة المنورة ، ومبنى السيكلترون بانشاص، مجمع فنادق الفورسيزون بجاردن سيتى، وامتداد فندق شيراتون هليوبوليس ، مباني جامعية وتعليمية لجامعات حكومية وخاصة، تطوير دار الكتب المصرية ، استشاري السلامة الإنشائية لتطويرات ميدان التحرير.